# Планиница (Грчка)
Планиница или Липлак (грч. Φύσκα, Фиска) је насељено место у општини Кукуш у периферији Средишња Македонија, Грчка. Према попису из 2021. године био је 121 становник.
Према бугарском географу и историчару, Василу Канчову, у Планиници је 1900. године живело 500 Словена хришћана и 250 Турака. Током Другог балканског рата село је настрадало а већи део словенског становништва је протеран. Године 1924. турско становништво је принудно исељено у Турску и преостало словенско у Бугарску (155 особа) а на њихово место су насељене грчке избегличке породице из Турске. На попису из 1928. године Планиница је имала 335 становника.